# Adolf Hoels Gletscher
Adolf Hoels Gletscher är en glaciär i Grönland (Kungariket Danmark). Den ligger i den centrala delen av Grönland, 1 500 km nordost om huvudstaden Nuuk. Adolf Hoels Gletscher ligger 1 497 meter över havet.
Terrängen runt Adolf Hoels Gletscher är huvudsakligen kuperad, men den allra närmaste omgivningen är platt. Adolf Hoels Gletscher ligger uppe på en höjd.  Trakten runt Adolf Hoels Gletscher är nära nog obefolkad, med mindre än två invånare per kvadratkilometer. Det finns inga samhällen i närheten. Trakten runt Adolf Hoels Gletscher är permanent täckt av is och snö.